# Muriel Robin
Muriel Marie Jeanine Robin, mais conhecida como Muriel Robin, (Montbrison, Loire 2 de agosto de 1955) é uma atriz e comediante francesa.

## Biografia
Muriel Robin é a mais nova dos três filhos de Antônio e Aimee Robin Rimbaud. Em 1960, a família mudou-se para Saint-Étienne.
Em 1977, aos 22 anos, ela partiu para Paris onde ingressou em aulas de teatro no Cours Florent para participar de um concurso do Conservatório de Arte Dramática de Paris. Ela ficou em primeiro lugar e conseguiu uma bolsa de estudo de três anos. Como atriz, seus principais trabalhos foram em Les Visiteurs, Marie-Line e Saint-Jacques… La Mecque. 
Robin tem um relacionamento estável com a atriz Anne Le Nen. Em uma entrevista para a revista Closer, ela reconheceu pensar em se casar "com alguém que compartilha sua vida desde 2006". Em seu livro "Entre émoi et moi" publicado em 2011, Catherine Lara menciona seu caso de amor com Muriel Robin no final da década de 1980 e início de 1990.
Muriel Robin já foi premiada com um prêmio Emmy Internacional de melhor atriz em 2007, e recebeu uma indicação para o prêmio César em 2001, além de seis indicações para o Prêmio Molière.

## Filmografia
| Ano  | Trabalho                               | Papel                                          | Diretor                        | Notas                                                          |
| ---- | -------------------------------------- | ---------------------------------------------- | ------------------------------ | -------------------------------------------------------------- |
| 1985 | Urgence                                |                                                | Gilles Béhat                   |                                                                |
| 1985 | Vive la mariée                         | The innkeeper                                  | Jean Valère                    | Telefilme                                                      |
| 1986 | Le bonheur a encore frappé             | apresentadora de TV                            | Jean-Luc Trotignon             |                                                                |
| 1988 | La passerelle                          | The Guardian                                   | Jean-Claude Sussfeld           |                                                                |
| 1988 | Bonjour l'angoisse                     | Mademoiselle Champion                          | Pierre Tchernia                |                                                                |
| 1990 | Après après-demain                     | The supervisor of the supermarket              | Gérard Frot-Coutaz             |                                                                |
| 1998 | The Visitors II: The Corridors of Time | Frénégonde de Pouille / Béatrice de Montmirail | Jean-Marie Poiré               |                                                                |
| 1999 | Doggy Bag                              | Mama San                                       | Frédéric Comtet                |                                                                |
| 2000 | Marie-Line                             | Marie-Line                                     | Mehdi Charef                   | Indicada—César de melhor atriz                                 |
| 2001 | Bécassine - Le trésor viking           | Bécassine's voice                              | Philippe Vidal                 |                                                                |
| 2005 | Saint-Jacques... La Mecque             | Clara                                          | Coline Serreau                 |                                                                |
| 2006 | Marie Besnard, l'empoisonneuse         | Marie Besnard                                  | Christian Faure                | Emmy Internacional de melhor atriz                             |
| 2008 | Fugueuses                              | Margot                                         | Christophe Duthuron            | Telefilme                                                      |
| 2008 | Musée haut, musée bas                  | Kandinsky lady                                 | Jean-Michel Ribes              |                                                                |
| 2009 | The Ball of the Actresses              | Herself                                        | Maïwenn                        |                                                                |
| 2009 | Mourir d'aimer                         | Gabrielle Delorme                              | Josée Dayan                    | Telefilme                                                      |
| 2009 | Folie douce                            | Juliette Monceau                               | Josée Dayan (2)                | Telefilme                                                      |
| 2010 | Ni reprise, ni échangée                | Juliette                                       | Josée Dayan (3)                | Telefilme                                                      |
| 2011 | On ne choisit pas sa famille           | Kim                                            | Christian Clavier              |                                                                |
| 2011 | Hollywoo                               | The agent                                      | Frédéric Berthe Pascal Serieis |                                                                |
| 2012 | Le paradis des bêtes                   | Stéphane Durand                                | Estelle Larrivaz               |                                                                |
| 2012 | Passage du Désir                       | Lola Jost                                      | Jérôme Foulon                  | Telefilme                                                      |
| 2013 | Le clan des Lanzac                     | Anne Lanzac                                    | Josée Dayan (4)                | Telefilme                                                      |
| 2013 | Y'a pas d'âge                          | Brigitte Gompard                               | Stéphane Marelli               | Série de TV (1 Episódio: "Pour faire estimer son appartement") |
| 2013 | Indiscrétions                          | Clémence Lacombe                               | Josée Dayan (5)                | Telefilme                                                      |
| 2015 | Les Visiteurs 3: La Terreur            | Frénégonde de Pouille / Béatrice de Montmirail | Jean-Marie Poiré (2)           |                                                                |